# مهدی زمانپور کیاسری
مهدی زمانپور کیاسری (زادهٔ ۲۵ بهمن ۱۳۵۳ در ساری) کارگردان ایرانی است. او در کارنامه هنری خود بیش از ۱۰۰ حضور بین‌المللی و ۵۰ تندیس در عرصه‌های ملی و بین‌المللی دارد. فیلم مستند مشتی اسماعیل از تولیدات وی برنده جایزه بهترین فیلم میان مدت جشنواره مستند ویزیون دو ریل سوئیس در سال ۲۰۱۴ و سیمرغ بلورین بهترین کارگردانی مستند جشنواره فیلم فجر ۱۳۹۱ شد. از موفقیت‌های او همچنین می‌توان به دریافت تقدیر ویژه هیئت داوران جشنواره ایدفا هلند ۲۰۲۱ و جشنواره داک اج نیوزیلند ۲۰۲۲ اشاره کرد.

## زندگی‌نامه
مهدی زمانپور کیاسری فارغ‌التحصیل کارشناسی ارشد تولید سیما گرایش کارگردانی و مدرس دانشگاه صدا و سیما، کارگردان، نویسنده و تهیه‌کننده ایرانی است. در آغاز، پایان‌نامه کارشناسی ارشد وی با عنوان نظری: بررسی جلوه‌های صوتی و تصویری در اشعار نیما یوشیج، با کار عملی مستند تو را من چشم در راهم، مقام اول را از جشنواره پایان‌نامه‌های برتر سال ۱۳۸۵ دانشکده صداوسیما کسب کرد.
زمانپور کیاسری بیش از ۱۰۰ حضور بین‌المللی و ۵۰ تندیس ملی و بین‌المللی در کارنامه خود دارد که از جمله آن‌ها می‌توان به سیمرغ بلورین بهترین کارگردانی مستند جشنواره فیلم فجر ۱۳۹۱، جوایز بهترین فیلم و بهترین کارگردانی از دوره‌های مختلف جشنواره سینما حقیقت و جشنواره‌های داخلی دیگر، جایزه بهترین فیلم میان مدت جشنواره مستند ویزیون دو ریل سوئیس ۲۰۱۴، تقدیر ویژه هیئت داوران جشنواره ایدفا هلند ۲۰۲۱، تقدیر ویژه هیئت داوران جشنواره داک اج نیوزیلند ۲۰۲۲ و جوایزی از جشنواره‌های بین‌المللی کشورهایی همچون اسپانیا، ایتالیا، اتریش، کره جنوبی، استونی، روسیه، شیلی، قطر، مصر، ترکیه، لهستان و دیگر کشورها اشاره کرد.

## فیلم‌شناسی
| سال  | نام فیلم                | توضیحات        | جوایز و افتخارات |
| ---- | ----------------------- | -------------- | --- |
| ۱۳۹۰ | مشتی اسماعیل            | مستند بلند     | - سیمرغ بلورین بهترین کارگردانی مستند جشنواره فیلم فجر ۲۰۱۲ - بهترین فیلم میان مدت جشنواره ویزیون دو ریل سوئیس ۲۰۱۴ - جایزه ویژه هیئت داوران بخش بین‌الملل و بهترین فیلم بخش ملی (چراغ راه) جشنواره فیلم کوتاه تهران ۲۰۱۱ - بهترین کارگردانی (بخش آزاد) جشنواره مستند سینما حقیقت ۲۰۱۱ - بهترین فیلم میان مدت جشنواره مستند سینما حقیقت ۲۰۱۱ - بهترین فیلم جشنواره فیلم دینی رویش ۲۰۱۱ - بهترین تصویربرداری جشنواره فیلم دینی رویش ۲۰۱۱ - بهترین تدوین جشنواره فیلم دینی رویش ۲۰۱۱ - جایزه ویژه هیئت داوران جشنواره فیلم سوره ۲۰۱۱ - جایزه ویژه هیئت داوران جشنواره فیلم الجزیره دوحه قطر ۲۰۱۲ - جایزه ویژه هیئت داوران جشنواره فیلم مذهب ایتالیا ۲۰۱۲ - بهترین فیلم هیئت داوران دانشکده هنر ترنتو جشنواره فیلم مذهب ایتالیا ۲۰۱۲ - بهترین فیلم کوتاه جشنواره اسماعیلیه مصر ۲۰۱۳ - بهترین فیلم مستند هیئت داوران دانشگاه‌های ایتالیا جشنواره مد فیلم ایتالیا ۲۰۱۴ - تقدیرنامه ویژه هیئت داوران جشنواره فیلم مستند فالهرتنیا روسیه ۲۰۱۴ - بهترین فیلم مردمی جشنواره فیلم مستند فالهرتنیا روسیه ۲۰۱۴ - جایزه دوم جشنواره فیلم نهج کربلا ۲۰۱۵ - بهترین فیلم جشنواره فیلم میتینگ روسیه ۲۰۱۶ - برنده جایزه بزرگ جشنواره مستند کوناکی قفقاز ۲۰۱۶ - بهترین فیلم مستند جشنواره فیلم اکوزین اسپانیا ۲۰۱۶ - جایزه دوم مستند جشنواره فیلم سلامت ۲۰۱۱ - جایزه دوم جشنواره فیلم مستند ۲۵ کربلا ۲۰۱۱ - بهترین فیلم جشنواره فیلم سیب ۲۰۱۱ - جایزه ویژه هیئت داوران جشنواره فیلم عمار ۲۰۱۱ - نامزد بهترین فیلم و بهترین تصویربرداری از جشنواره فیلم فجر ۲۰۱۱ - بهترین کارگردانی مشترک جشنواره فیلم رضوی ۲۰۱۱ - بهترین فیلم جشنواره شهید آوینی (بخش اشراق) ۲۰۱۱ - منتخب جشنواره فیلم پالم اسپرینگ آمریکا ۲۰۱۳ - و منتخب جشنواره‌های فرانسه، چین، هند، بلژیک، المان، بلغارستان، اقیانوسیه، استرالیا، روسیه، سنگاپور، آمریکا و… |
| ۱۳۹۰ | سی سال زندگی با ۱۰۰ بند | مستند کوتاه    | - بهترین فیلم جشنواره مستند سینما حقیقت (دینی و آیینی) ۲۰۱۲ - منتخب جشنواره‌های الجزیره |
| ۱۳۹۵ | پاپلی                   | مستند بلند     | - بهترین فیلم بلند مردمی جشنواره مستند تلویزیونی ۲۰۱۹ - منتخب جشنواره مستند داکسا کانادا ۲۰۱۷ - منتخب جشنواره فیلم وزول فرانسه ۲۰۱۷ - منتخب جشنواره فیلم دوربان آفریقای جنوبی ۲۰۱۷ - منتخب جشنواره مستند کازان روسیه ۲۰۱۷ - منتخب جشنواره فیلم سان لایت آلمان ۲۰۱۷ - منتخب جشنواره مستند TRT ترکیه ۲۰۱۷ - منتخب جشنواره مستند میتینگ روسیه ۲۰۱۸ - منتخب جشنواره مستند مردم‌شناسی مسکو روسیه ۲۰۱۹ - منتخب جشنواره مستند سینما حقیقت ۲۰۱۶ - منتخب جشنواره فیلم سلامت ۲۰۱۷ |
| ۱۳۹۶ | راه دل                  | مستند کوتاه    | - منتخب جشنواره سینما حقیقت ۲۰۱۷ - منتخب جشنواره فجر بین‌الملل ۲۰۱۸ |
| ۱۳۹۷ | آسک                     | مستند میان مدت | - بهترین فیلم جشنواره مستند زعفران طلایی ترکیه ۲۰۱۹ - بهترین فیلم مستند جشنواره فیلم آریکا ناتیوا شیلی ۲۰۲۰ - بهترین فیلم هنری جشنواره مستند پارنئو استونی ۲۰۲۱ - بهترین فیلم کوتاه جشنواره مستند مردم‌شناسی اتریش ۲۰۲۱ - بهترین کارگردانی (بخش میان مدت) جشنواره مستند تلویزیونی ۲۰۲۱ - منتخب جشنواره مستند بیگ اسکای آمریکا ۲۰۲۰ - منتخب جشنواره مستند درخت طلایی فرانکفورت آلمان ۲۰۲۰ - منتخب جشنواره مستند اوکراین ۲۰۲۱ - منتخب (بخش ملی) جشنواره مستند سینما حقیقت ۲۰۱۷ - منتخب (بخش بین‌الملل) جشنواره مستند سینما حقیقت ۲۰۱۷ - منتخب جشنواره کرالا هند ۲۰۲۱ - منتخب جشنواره معلولین یونان ۲۰۲۱ |
| ۱۳۹۹ | کل فاطمه                | مستند میان مدت | - بهترین فیلم (میان مدت) جشنواره مستند سینما حقیقت ۲۰۲۰ - بهترین فیلمبرداری جشنواره مستند سینما حقیقت ۲۰۲۰ - دیپلم افتخار بهترین فیلم و بهترین کارگردانی جشن مستقل خانه سینما ۲۰۲۱ - برنده جایزه ویژه مارتین آدوران (بنیانگذار جشنواره) در جشنواره درخت زردآلو ارمنستان ۲۰۲۱ - منتخب جشنواره کازان روسیه ۲۰۲۱ - منتخب جشنواره جانگ نئونگ کره جنوبی ۲۰۲۱ - منتخب بیست و چهارمین دوره جشنواره ملاقات‌های بین‌المللی مستندهای مونترال کانادا ۲۰۲۱ - منتخب جشنواره فیلم کوهستان فرانسه ۲۰۲۱ - منتخب جشنواره فیلم‌های ایرانی پاریس ۲۰۲۲ - منتخب جشنواره فیلم مدیا ویو مجارستان ۲۰۲۳ - منتخب جشنواره فیلم هنر و رسانه زنان سیدنی ۲۰۲۳ |
| ۱۴۰۰ | آب، باد، خاک، نان       | مستند کوتاه    | - تقدیر ویژه هیئت داوران (بخش کودک و نوجوان) جشنواره ایدفا هلند ۲۰۲۱ - بهترین فیلم (بخش کودک و نوجوان) جشنواره میلینیوم لهستان ۲۰۲۲ - جایزه خالقیت جشنواره کودکان سئول کره جنوبی ۲۰۲۲ - بهترین فیلم کوتاه و میان مدت (هیئت داوران کودک) جشنواره المپیا یونان ۲۰۲۲ - تقدیر ویژه هیئت داوران جشنواره داک اج نیوزیلند ۲۰۲۲ - منتخب جشنواره جیهلاوا جمهوری چک ۲۰۲۲ - منتخب جشنواره تسالونیکی یونان ۲۰۲۲ - منتخب جشنواره میراداس داک اسپانیا ۲۰۲۲ - منتخب جشنواره ایرانیان زوریخ ۲۰۲۲ - منتخب جشنواره زعفران طلایی ترکیه ۲۰۲۲ - منتخب جشنواره زردآلو طلایی ارمنستان ۲۰۲۲ - منتخب جشنواره کودکان سیاتل آمریکا ۲۰۲۲ - منتخب جشنواره زاگرب داکس کرواسی ۲۰۲۲ - منتخب جشنواره مدیا ویو مجارستان ۲۰۲۲ - منتخب جشنواره داکر مسکو ۲۰۲۲ - منتخب جشنواره آلترناتیو رومانی ۲۰۲۲ - منتخب جشنواره کودک و نوجوان شارجه ۲۰۲۲ - منتخب جشنواره معلولین بارسلونا اسپانیا ۲۰۲۲ - بهترین فیلم مستند کوتاه جشنواره رشد ۲۰۲۲ - منتخب جشنواره سینما حقیقت (بخش ملی و بین‌الملل) ۲۰۲۲ - منتخب جشنواره بیگ اسکای آمریکا ۲۰۲۳ |